# باکو (نپال)
باکو (به لاتین: Baku) یک منطقهٔ مسکونی در نپال است که در بخش سولوکومبو واقع شده‌است. باکو ۴٬۸۴۴ نفر جمعیت دارد.